# Sœurs de la Compagnie du Sauveur
Les sœurs de la Compagnie du Sauveur forment une congrégation religieuse féminine enseignante de droit pontifical.

## Histoire
La congrégation est fondée le 11 octobre 1940 à Barcelone par María Félix Torres (1907-2001), avec l'approbation de l'administrateur apostolique du diocèse de Barcelone, Miguel de los Santos Díaz Gómara (es), afin d'avoir une influence religieuse sur le monde universitaire.
La communauté est érigée en pieuse union le 13 juin 1944 par Gregorio Modrego (es), archevêque de Barcelone, qui reconnaît également les premières constitutions. Le 31 janvier 1952, le même évêque procède à l'érection canonique de la congrégation qui devient de droit diocésain. Le 2 février suivant, les dix-sept premières sœurs font leur profession religieuse. L'institut est reconnu de droit pontifical en 1986. 

## Activités et diffusion
Les sœurs se consacrent à l'enseignement.
Elles sont présentes en:
- Europe : Espagne.
- Amérique : États-Unis, Venezuela.
- Afrique : Bénin.

La maison-mère est à Madrid. 
En 2017, la congrégation comptait 76 sœurs dans 10 maisons.